# Kim Batten
Kim Batten (* 29. März 1969 in McRae, USA) ist eine US-amerikanische Leichtathletin und Olympiazweite.
Batten gewann bei den Weltmeisterschaften 1995 in Göteborg die Goldmedaille im 400-Meter-Hürdenlauf und bei den Weltmeisterschaften 1997 in Athen die Bronzemedaille.
Bei den Olympischen Spielen 1996 in Atlanta gewann sie die Silbermedaille im 400-Meter-Hürdenlauf hinter der Jamaikanerin Deon Hemmings (Gold) und vor der US-Amerikanerin Tonja Buford-Bailey (Bronze).